# Walter Dear
Walter Dear, född 1926 på Good Time Stable i Goshen i New York, försvunnen 1945 utanför Berlin i Tyskland, var en amerikansk standardhäst. Han var en av de mest dominerande hästarna i sin generation, och tränades och kördes av Walter Cox (1926–1929) och Charlie Mills (1929–1945). Han är den enda häst som lyckats segra i både USA:s och Frankrikes största travlopp, Hambletonian Stakes (1929) samt Prix d'Amérique (1934).

## Historia
Walter Dear föddes 1926 på Good Time Stable i Goshen i New York efter The Laurel Hall och undan Blitzie. Som ettåring sattes han direkt i träning hos Walter Cox, som var en av de bästa tränarna på den tiden.
Walter Dear tävlingsdebuterade som tvååring, och gjorde direkt stora intryck på travbanorna. Efter en framgångsrik debutsäsong skulle Walter Dear komma att bli obesegrad som treåring. Som treåring segrade han i bland annat i Kentucky Futurity och USA:s största treåringslopp Hambletonian Stakes, och slog i båda loppen stallkamraten Volomite.
I slutet av 1929 såldes Walter Dear till Charlie Mills i Tyskland för rekordsumman 25 000 dollar, något som var den största köpeskillingen någonsin av en europeisk tränare för en amerikansk uppfödd häst fram till dess. Walter Dear skulle fortsätta sin tävlingskarriär i Europa och bli en av kontinentens bästa standardhästar. Han segrade i ett av Europas största lopp, Internationalt Mesterskap (1931, 1932) på Charlottenlund Travbane, och tog sin mest prestigefyllda seger i Prix d'Amérique (1934).

### Avelskarriär och försvinnande
Efter att Walter Dear avslutat sin tävlingskarriär hölls stora förhoppningar på honom inom aveln, och han stod uppstallad som avelshingst hos Charlie Mills. Tyvärr började hans avelskarriär runt samma tid som Andra världskriget bröt ut, men Walter Dears avkommor lyckades ändå att segra i Deutsches Traber-Derby fyra år i rad, 1939–1942. Walter Dear fick totalt 193 avkommor, födda mellan 1932 och 1945.
En vårdag 1945 kidnappades Walter Dear och hans stallkamrater Probst och Missouri från Mills stuteri utanför Berlin. Missouri kunde senare återgäldas till stuteriet, men Walter Dear försvann spårlöst, och återfanns aldrig.